# Jaroslav Lev van Rožmitál
Jaroslav Lev van Rožmitál en Blatná (ca. 1425 – 1480) was een Boheemse edelman die in 1465-1467 een diplomatieke rondreis door Europa ondernam.

## Leven
Naast het stamslot in Rožmitál bezat Jaroslav ook het kasteel van Blatná. In 1450 werd hij de schoonbroer van George van Poděbrady door diens huwelijk met zijn zus Johanna van Rožmitál. Toen George in 1458 koning van Bohemen werd, was Jaroslav loyaal aan hem, hoewel hij geen utraquist werd. Als katholieke voorman vond de koning hem geschikt om een diplomatieke missie te leiden om de banden met de katholieke vorsten aan te halen en de reputatieschade veroorzaakt door de Hussietenoorlogen te herstellen. Zijn delegatie bestond uit veertig katholieke edelen en ridders met 52 paarden. Ze werden ontvangen aan diverse hoven en namen deel aan toernooien. Telkens probeerden ze Bohemen en zijn koning in een positief daglicht te stellen. Het gezelschap vertrok op 26 november 1465 in Praag en reisde door Duitsland naar de Bourgondische Nederlanden. In Calais staken ze over naar Engeland. Vervolgens trokken ze naar West-Frankrijk, Spanje, Portugal, Zuid-Frankrijk, Noord-Italië en Oostenrijk. Na een ontmoeting met keizer Frederik III in Stiermarken keerden ze terug naar Bohemen. De reis was een succes. Er zijn twee verslagen van bewaard, geschreven door de Gabriel Tetzl en door Václav Šašek van Bířkov.
Na zijn terugkeer werd Lev van Rožmitál vanwege zijn verdiensten benoemd tot hoogste hofmeester van het Boheemse koninkrijk. Van 1467 tot 1469 was hij ook kapitein van het district Písek.